# Skócia történelmi megyéi
Skócia történelmi megyéi (skót gael: Siorrachdan na h-Alba) történelmi közigazgatási egységek – shire-ok –, amelyek eredetileg a középkorban jöttek létre bírói (sheriff) feladatok ellátására. A XVII. századtól, különösen Skócia és Anglia egyesülése után (1707), a „shire“-okat közigazgatási célokra is használták. Az 1973-as önkormányzati törvény alapján a sheriff-ségek és a megyék/közigazgatási egységek területei elváltak egymástól.
Az 1889-es helyi önkormányzati törvény harminchárom megyét hozott létre, választott képviselőkkel. Azokat a megyéket, amelyek nem a megyei központjukról kapták nevüket, „County of“ megjelöléssel nevezték meg (például County of Argyll), a shire kifejezés használata fokozatosan csökkent. Ma a helyi önkormányzatok Skóciában harminckét tanácsi területre épülnek, amelyek néha viselik a történelmi megyei neveket, de határaik gyakran nagyon eltérőek. A megyéket továbbra is használják földnyilvántartási célokra, és ezek képezik az uralkodói helytartósági területek alapját (bár ezek nem teljesen azonosak).
Ez a szócikk a történelmi (nem jelenlegi) megyékről szól. Ahol lehet, hivatkozást talál a jelenlegi területre.

## Áttekintő térkép

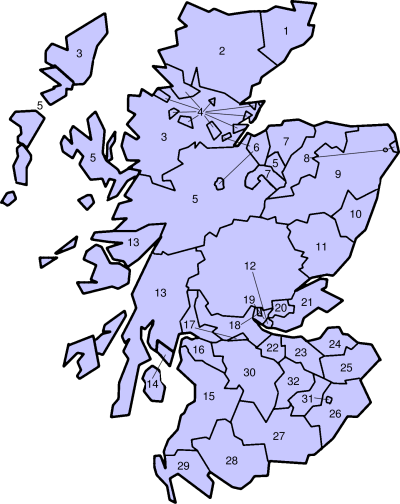
Skócia történelmi megyéi

Megyék a térkép szereplő sorszám szerint
1. Caithness
2. Sutherland
3. Ross-shire
4. Cromartyshire
5. Inverness-shire
6. Nairnshire
7. Morayshire
8. Banffshire
9. Aberdeenshire
10. Kincardineshire
11. Angus
12. Perthshire
13. Argyllshire
14. Buteshire
15. Ayrshire
16. Renfrewshire
17. Dunbartonshire
18. Stirlingshire
19. Clackmannanshire
20. Kinross-shire
21. Fife
22. West Lothian
23. Midlothian
24. East Lothian
25. Berwickshire
26. Roxburghshire
27. Dumfriesshire
28. Kirkcudbrightshire
29. Wigtownshire
30. Lanarkshire
31. Selkirkshire
32. Peeblesshire

Nincs a térképen:
- Zetland (Shetland)
- Orkney

Megyék ABC-sorrendben > szám a térképen
- Aberdeenshire > 9
- Angus > 11
- Argyllshire > 13
- Ayrshire > 15
- Banffshire > 8
- Berwickshire > 25
- Buteshire > 14
- Caithness > 1
- Clackmannanshire > 19
- Cromartyshire > 4
- Dumfriesshire > 27
- Dunbartonshire > 17
- East Lothian > 24
- Fife > 21
- Inverness-shire > 5
- Kincardineshire > 10
- Kinross-shire > 20
- Kirkcudbrightshire > 28
- Lanarkshire > 30
- Midlothian > 23
- Morayshire > 7
- Nairnshire > 6
- Orkney > nincs a térképen
- Peeblesshire > 32
- Perthshire > 12
- Renfrewshire > 16
- Ross-shire > 3
- Roxburghshire > 26
- Selkirkshire > 31
- Stirlingshire > 18
- Sutherland > 2
- West Lothian > 22
- Wigtownshire > 29
- Zetland (Shetland) > nincs a térképen

## Az egyes shire-k jelzésszerű ismertetése térképpel

### Aberdeenshire

Aberdeen-shire

Aberdeenshire egy történelmi megye Skóciában, amelyről a mai Aberdeenshire tanácsi terület is kapta a nevét, bár a modern tanácsi terület nagyobb, mint a történelmi megye. A megye délnyugati része magában foglalja a Grampian-hegység egy részét, így a terület általában dombos. Határai délen Kincardineshire-rel, Angus-szal és Perthshire-rel, nyugaton Inverness-shire-rel és Banffshire-rel, északon és keleten pedig az Északi-tengerrel érintkeznek. Aberdeenshire 1975-ben megszűnt közigazgatási egységként, de határait még mindig használják bizonyos funkciókra, például regisztrációs megye és uralkodói helytartósági terület céljából. 

### Angus

Angus

Angus történelmileg egy tartomány, majd sheriffdom és megye volt, amelyet Forfarshire-ként vagy Forfar megyeként ismertek 1928-ig. A megye északkeleten Kincardineshire-rel, északon Aberdeenshire-rel, nyugaton pedig Perthshire-rel határos volt, míg délen a Firth of Tay túloldalán Fife feküdt. Dundee 1894-ig Angus része volt, majd önálló megyei jogú város lett. Az 1894 előtti határok ma is regisztrációs megyeként szolgálnak.

### Argyllshire

Argyll

Argyllshire, rövidebben Argyll, egy történelmi és regisztrációs megye Skócia nyugati részén. Argyll ősi eredetű, és nagyjából megfelel a Dál Riata ókori királyságnak, Írországot leszámítva. A középkorban Argyll püspökség volt, székhelye Lismore-ban volt. Az Argyll-i grófság 1701-ben hercegséggé vált, amikor létrehozták az Argyll hercege címet. A területen több kisebb lordship is létezett, mint Cowal, Kintyre, Knapdale és Lorn. A XIV. századtól kezdve Argyll seriffjének joghatósága fokozatosan kiterjedt, és 1633-ban az egész megyét lefedte. Argyll megyei tanácsa 1890-től 1975-ig működött, központja Lochgilpheadben volt. A megye gyéren lakott, sok szigettel és tengeri fjorddal. Határain északon Inverness-shire, keleten Perthshire és Dunbartonshire, délkeleten pedig Renfrewshire, Ayrshire és Bute található.

### Ayrshire

Ayrshire

Ayrshire történelmi és regisztrációs megye Skócia délnyugati részén, a Clyde-öböl partján. Az Ayrshire és Arran uralkodói helytartósági területek magukban foglalták a teljes történelmi megyét, valamint Arran szigetét, amely korábban Buteshire része volt. A megye főbb városai közé tartozik Ayr, Kilmarnock és Irvine. Ayrshire határos Renfrewshire-rel és Lanarkshire-rel északkeleten, Dumfriesshire-rel délkeleten, valamint Kirkcudbrightshire-rel és Wigtownshire-rel délen. A történelmi megye területéhez tartozik Arran, Nagy- és Kis–Cumbrae is, amelyek korábban Buteshire részei voltak.

### Banffshire

Banffshire

Banffshire történelmi megye Skóciában, amelynek központja Banff, de legnagyobb települése Buckie nyugaton található. A történelmi megyehatárokat azonban még mindig használják bizonyos célokra, például regisztrációs megye és uralkodói helytartósági terület formájában. Banffshire határos északon a Moray-öböllel, nyugaton Moray-jal és Inverness-shire-rel, keleten és délen pedig Aberdeenshire-rel. A megye 1975-ben megszűnt közigazgatási egységként, és területét 1996 óta Aberdeenshire és Moray tanácsi területei között osztották fel.

### Berwickshire

Berwickshire

Berwickshire, vagyis Berwick megye, történelmi megye, regisztrációs megye és uralkodói helytartósági terület Skócia délkeleti részén, az angol határon. Nevét Berwick-upon-Tweed-ről kapta, amely a megye eredeti központja volt, amikor a megye a XII. században létrejött, ám Berwick 1482-ben Anglia részévé vált. Ezt követően Duns és Greenlaw szolgáltak megyei központként különböző időszakokban. A Tweed és a Lammermuir-dombság közötti alacsonyan fekvő részt the Merse-nek nevezik, amely régi skót kifejezés a folyóárterekre, és néha az egész megyére kiterjesztik ezt az elnevezést. A lakókat Merse-men-nek hívják. Berwickshire határos nyugaton Midlothian-nal, északon Észak–Lothian-nal, keleten az Északi-tengerrel, délen pedig Roxburghshire-rel és az angol Northumberland megyével."
A Berwickshire Megyei Tanács 1890-től 1975-ig működött, amikor a terület a Borders (Határok) régió részévé vált, és a történelmi megye nagy része Berwickshire kerület lett, amely 1996-ban megszűnt, amikor a Borders régió egyetlen tanácsi területté alakult, Skóciai Határvidék néven.

### Buteshire

Bute

Buteshire, vagyis Bute megye, történelmi megye Skóciában, amely a Clyde-öböl szigeteit foglalta magába: Bute, Arran, Nagy Cumbrae és Kis Cumbrae. A megye központja Rothesay volt, a Bute szigetén. 1890 és 1975 között önálló megyei tanáccsal rendelkezett. A történelmi megye ma is regisztrációs célokra használatos. 1996-ban, a helyi önkormányzati reformok következtében, a Bute szigete az Argyll és Bute tanácsi terület része lett, míg Arran és a Cumbrae-szigetek Észak-Ayrshire tanácsi területhez kerültek.

### Caithness

Caithness

Caithness történelmi megye volt Skóciában. A megye székhelye Wick volt, a másik városa Thurso. Itt található Nagy-Britannia legészakibb pontja, Dunnet Head. A megye nyugati határa Sutherland, míg többi részét tenger veszi körül. A terület fontos része a Flow Country, amely Európa legnagyobb lápvidéke. A megye területét két főút és egy vasútvonal keresztezi. Kompok kötik össze Caithnesst az Orkney-szigetekkel, Wick városának repülőtere is van. A IX. századtól kezdve az Orkney jarlok uralták a területet, akik Norvégiának és Skóciának is hűséget esküdtek. A XIV. századtól Caithness külön tartományi grófság lett. A Norn nyelvet itt egykor széles körben beszélték, de a XV. századra kihalt, és helyét a skót nyelv, majd az angol vette át. Caithness ma már nem használatos közigazgatási megye, mivel 1975-ben beolvadt a Highland régióba, de bizonyos funkciókhoz továbbra is a történelmi megyehatárokat veszik alapul.

### Clackmannanshire

Clackmannanshire

Clackmannanshire, vagy Clackmannan megye, Skócia legkisebb történelmi megyéje, és gyakran „The Wee County“ néven emlegetik. A megye történelmi szomszédjai Perthshire, Stirlingshire és Fife. A megye neve három nyelvből származik: a Clach a skót gael nyelvben követ jelent, a Mannan a vaskorban területen laktó a brit törzs – Manaw – nevéből ered, a shire pedig angol eredetű. Clackmannanshire gyakran „Clacks“-ként rövidítve jelenik meg írásban.

### Cromartyshire

Cromartyshire

Cromartyshire történelmi megye volt a skót felföldön, amely a régebbi shire-t foglalta magába Cromarty körül, valamint huszonkét enklávét és exklávét, amelyeket a XVII. század végén Ross-shire-ből csatoltak át. A legnagyobb részét Coigach képezte, amely Ullapoolt és annak északnyugati területét tartalmazta, és hatszor nagyobb volt, mint az eredeti shire. 1889-ben Cromartyshire-t egyesítették Ross-shire-rel, így létrejött Ross and Cromarty megye. 1975-ben ez a terület a Highland tanácsi területbe olvadt be.

### Dumfriesshire

Dumfriesshire

Dumfriesshire, vagyis Dumfries megye, történelmi és regisztrációs megye Skócia déli részén. A Dumfries lieutenanciai terület nagyjából megegyezik a történelmi megye területével. Dumfriesshire nyugaton Kirkcudbrightshire-rel, északnyugaton Ayrshire-rel, északon Lanarkshire-rel, Peeblesshire-rel és Selkirkshire-rel, keleten pedig Roxburghshire-rel határos. Délen a Solway-öböl partjai, valamint az angol Cumberland megye találhatók a határon túl. A megye három hagyományos része Annandale, Eskdale és Nithsdale, amelyek a megye három fő völgyére épültek. Ezek középkorban független tartományok voltak, de később Dumfries sheriffje által felügyelt közigazgatási területekké váltak. A Dumfriesshire Megyei Tanács 1890-től 1975-ig működött. 1975 óta a történelmi megye területe a Dumfries és Galloway tanácsi terület része.

### Dunbartonshire

Dunbarton-shire

Dunbartonshire, más néven Dumbarton megye, egy történelmi megye, az uralkodói helytartósági terület terület és regisztrációs Skócia nyugati alföldjén, a Clyde folyótól északra. Határos északon Perthshire-rel, keleten Stirlingshire-rel, délen Lanarkshire-rel és Renfrewshire-rel, nyugaton pedig Argyllshire-rel. A megye központja Dumbarton város volt. Dunbartonshire területe nagyjából megfelelt a Lennox grófságnak, később hercegségnek. A történelmi megye neve ma két modern tanácsi területet ad: Kelet-Dunbartonshire-t és Nyugat-Dunbartonshire-t.

### East Lothian

East Lothian

East Lothian (Kelet Lothian), korábban Haddingtonshire, egyike Skócia tanácsi területének, valamint történelmi, regisztrációs megye és uralkodói helytartósági terület. A megye 1921-ig Haddingtonshire néven volt ismert. A megye a Forth-öböl déli partján fekszik, nyugaton Edinburgh-val, délnyugaton Midlothian-nal, délen pedig a Scottish Borders-szel határos. Közigazgatási központja és egykori megyeszékhelye Haddington, legnagyobb városa pedig Musselburgh. Haddingtonshire-t már 1139-ben említik egy oklevélben „Hadintunschira“ néven, amikor három városa királyi burgh státuszt kapott: Haddington, Dunbar és North Berwick. A terület része volt az angolszász Bernicia királyságnak, majd Northumbria királyságnak, mielőtt a X. században Skóciához került volna. A megye fontos helyszíne volt az angol-skót összecsapásoknak, és itt arattak jelentős jakobita győzelmet Prestonpans csatájában. A XIX. században a mezőgazdaság, a halászat és a szénbányászat meghatározó szerepet játszott a megye gazdaságában. 1975-ben a helyi önkormányzati reform során a Lothian régió részeként East Lothian kerületté alakult, kisebb határmódosításokkal. Az 1994-es reformok után East Lothian önálló tanácsi területté vált.

### Fife

Fife

Fife tanácsi terület, történelmi megye, regisztrációs megye és uralkodói helytartósági terület Skóciában. Fife helyén volt Skócia egyik jelentős pikt királysága, Fib. Fife lakóit Fifer-nek nevezik, és a megyét régebbi dokumentumokban néha Fifeshire néven is említették. Fife északkeleti partján található a történelmi St. Andrews városa, ahol Skócia legrégebbi egyeteme, a St. Andrews-i Egyetem.

### Inverness-shire

Inverness-shire

Inverness-shire Skócia legnagyobb történelmi megyéje, amely Inverness városáról kapta a nevét, és magában foglalta a felföld nagy részét, valamint néhány Hebridákhoz tartozó szigetet. A megye három városa volt burgh státuszú: Inverness, Fort William és Kingussie. A területet a Great Glen völgye szeli ketté, amely Loch Nesst is magába foglalja, és elválasztja a Grampian-hegységet az Északnyugati-felföldtől. Inverness-shire területén található a Ben Nevis csúcs, az Egyesült Királyság legmagasabb hegye. 1975-ben megszűnt közigazgatási egységként, és része lett a Highland régiónak, amely 1996-ban tanácsi terület lett. A Hebridákhoz tartozó részeket (Na h-Eileanan an Iarhoz), azaz a Külső-Hebridákhoz csatolták. A történelmi megyehatárokat még mindig használják bizonyos regisztrációs célokra, és a megye része egy Inverness-i uralkodói helytartósági terület is.

### Kincardineshire

Kincardine-shire

Kincardineshire, más néven Mearns, történelmi megye volt Skócia északkeleti partvidékén. Határos északon Aberdeenshire-rel, délnyugaton pedig Angus-szal. A megye eredeti központja Kincardine város volt, amely Fettercairn közelében feküdt, de 1600-ban a megyei központot Stonehavenbe helyezték át, miután Kincardine városa hanyatlásnak indult és később elhagyatott lett. A megye további jelentősebb települései Banchory, Inverbervie és Laurencekirk. A Kincardine nevet ma is használják a Kincardine and Mearns nevű tanácsi területre, amely azonban kisebb, mint a történelmi megye. Kincardineshire 1975-ben megszűnt közigazgatási területként, és 1996 óta nagy része Aberdeenshire tanácsi területéhez tartozik, kivéve Nigg-et, amely Aberdeen City része.

### Kinross-shire

Kinross-shire

Kinross-shire, vagy Kinross megye, Skócia második legkisebb történelmi megyéje. A megye legnagyobb települése és központja Kinross, és határos északon Perthshire-rel, valamint keleten, délen és nyugaton Fife-fel. A megye meghatározó tája a Loch Leven, a tavon két sziget található, fontos természetvédelmi terület. Az egyik szigeten álló várban tartották fogva egykor I. Mária skót királynőt. A terület nagy része termékeny mezőgazdasági föld, és a lakosság nagy része eredetileg a földművelésből élt. Loch Leven körüli dombos mezőgazdasági területek a megye peremén meredekebb, zordabb vidékké alakulnak. 1975 óta Perth és Kinross része.

### Kirkcudbrightshire

Kirkcudbrightshire

Kirkcudbrightshire, más néven Kirkcudbright megye vagy Kirkcudbright stewartry történelmi megye volt Skócia délnyugati részén. A Kirkcudbrightshire név jelentése „Szent Cuthbert egyházának megyéje“, Galloway középkori uradalmának keleti részét képezi, amely a XIII. századig megőrizte bizonyos fokú autonómiáját. 1369-ben a Cree folyótól keletre eső területet Kirkcudbright székhellyel királyi megbízott irányítása alá helyezték. Galloway többi része Wigtown sheriffjének fennhatósága alá tartozott, és Wigtownshire néven vált ismertté. Kirkcudbrightshire-t néha Kelet-Galloway-ként is emlegették. A megye északon Ayrshire-rel, nyugaton Wigtownshire-rel, délen az Ír-tengerrel és a Solway-öböllel, keleten pedig Dumfriesshire-rel határos. A megye székhelye Kirkcudbright városa. A megye 1975-ig közigazgatási egységként működött, azóta pedig Dumfries és Galloway része lett a helyi önkormányzati célokra. Továbbra is használják regisztrációs megyeként földnyilvántartási célokra, és 1975-től 1996-ig Stewartry néven egy alsóbb szintű kerület fedte le a megye nagy részét. Stewartry területét ma is használják uralkodói helytartósági területként, és Dumfries és Galloway Tanácsnak létezik egy Stewartry területi bizottsága.

### Lanarkshire

Lanarkshire

Lanarkshire, más néven Lanark megye, egy történelmi megye, lieutenanciai terület és regisztrációs megye Skócia középső alföldjén és déli felvidékén. A megye a XII. században jött létre, és a Clyde folyó medencéjét foglalta magába, gyakran Clydesdale néven is emlegették. A XV. század elején a megye nyugati része Renfrewshire-ként különült el. Lanarkshire történelmi területéhez tartozott Glasgow, de a városnak 1893-tól külön uralkodói helytartósági státusza volt. A Lanarkshire Megyei Tanács 1890-től 1975-ig működött, székhelye Glasgow volt, mígnem 1964-ben átköltözött Hamiltonba. Bár már nem használják közigazgatási célokra, a név megmaradt a két modern tanácsi terület, Észak-Lanarkshire és Dél-Lanarkshire megnevezésében. 

### Midlothian

Midlothian

Midlothian történelmi megye, regisztrációs megye és uralkodói helytartósági terület volt. A kelet-középső alföldön helyezkedik el, határos Edinburgh tanácsi területtel, East Lothian-nal és a Scottish Borders régióval. A középkorban alakult megye területe nagyobb volt a mai tanácsi területnél, és magában foglalta Edinburgh városát is. A megye hivatalos neve a XX. századig „shire of Edinburgh“ vagy Edinburghshire volt. Határai nyugaton West Lothian, délen Lanarkshire, Peeblesshire és Selkirkshire, keleten pedig East Lothian, Berwickshire és Roxburghshire voltak. Hagyományos iparágai közé tartozott a bányászat, a mezőgazdaság és a halászat, bár a modern tanácsi terület már nem határos tengeri területtel.

### Morayshire

Morayshire

Morayshire, korábbi nevén Elginshire, történelmi megye Skóciában, amelynek központja Elgin volt. A történelmi határokat bizonyos funkciók, például regisztrációs célok esetén továbbra is használják. A Moray uralkodói helytartósági terület egy kicsit kisebb, mint a történelmi megye. Morayshire határos Nairnshire-rel nyugaton, Inverness-shire-rel délen, és Banffshire-rel keleten, valamint északon a Moray-öböl partját érinti. A megye 1975-ig működött közigazgatási egységként, majd beolvadt más területekkel együtt. 1996 óta a történelmi megye nagy része a Moray tanácsi területhez tartozik.

### Nairnshire

Nairnshire

Nairnshire történelmi megye Skóciában, amely nevét egyetlen városáról, Nairnről kapta. A megye határos volt nyugaton és délen Inverness-shire-rel, keleten Moray-jal, és északon a Moray-öböl partján terült el. Nairnshire közigazgatási megye volt egészen 1975-ig, amikor a területet Nairn körzetként átszervezték, amely a Highland régió egyik kerülete lett. A Nairn kerületet 1996-ban megszüntették, amikor a Highland egységes tanácsi területté vált. A történelmi megyehatárokat bizonyos regisztrációs célokra ma is használják.

### Peeblesshire

Peeblesshire

Peeblesshire, más néven Peebles megye vagy Tweeddale, történelmi megye volt Skóciában. A megyei központ Peebles, és határos északon Midlothian-nal, keleten Selkirkshire-rel, délen Dumfriesshire-rel, nyugaton pedig Lanarkshire-rel.

### Perthshire

Perthshire

Perthshire, hivatalosan Perth megye, történelmi és regisztrációs megye volt Skócia középső részén. Területe keleten Strathmore-tól egészen a Drumochter-hágóig északon, Rannoch Moor és Ben Lui-ig nyugaton, valamint Aberfoyle-ig délen terjed. Határos Inverness-shire-rel és Aberdeenshire-rel északon, Angus-szal keleten, Fife-fel, Kinross-shire-rel, Clackmannanshire-rel, Stirlingshire-rel és Dunbartonshire-rel délen, valamint Argyllshire-rel nyugaton. Perthshire-t „nagy megyének“ vagy „a Shire-nek“ is nevezik, mivel Skócia negyedik legnagyobb történelmi megyéje. A megye változatos tájakkal rendelkezik, a keleti gazdag mezőgazdasági területektől a déli felföld magas hegyeiig.

### Renfrewshire

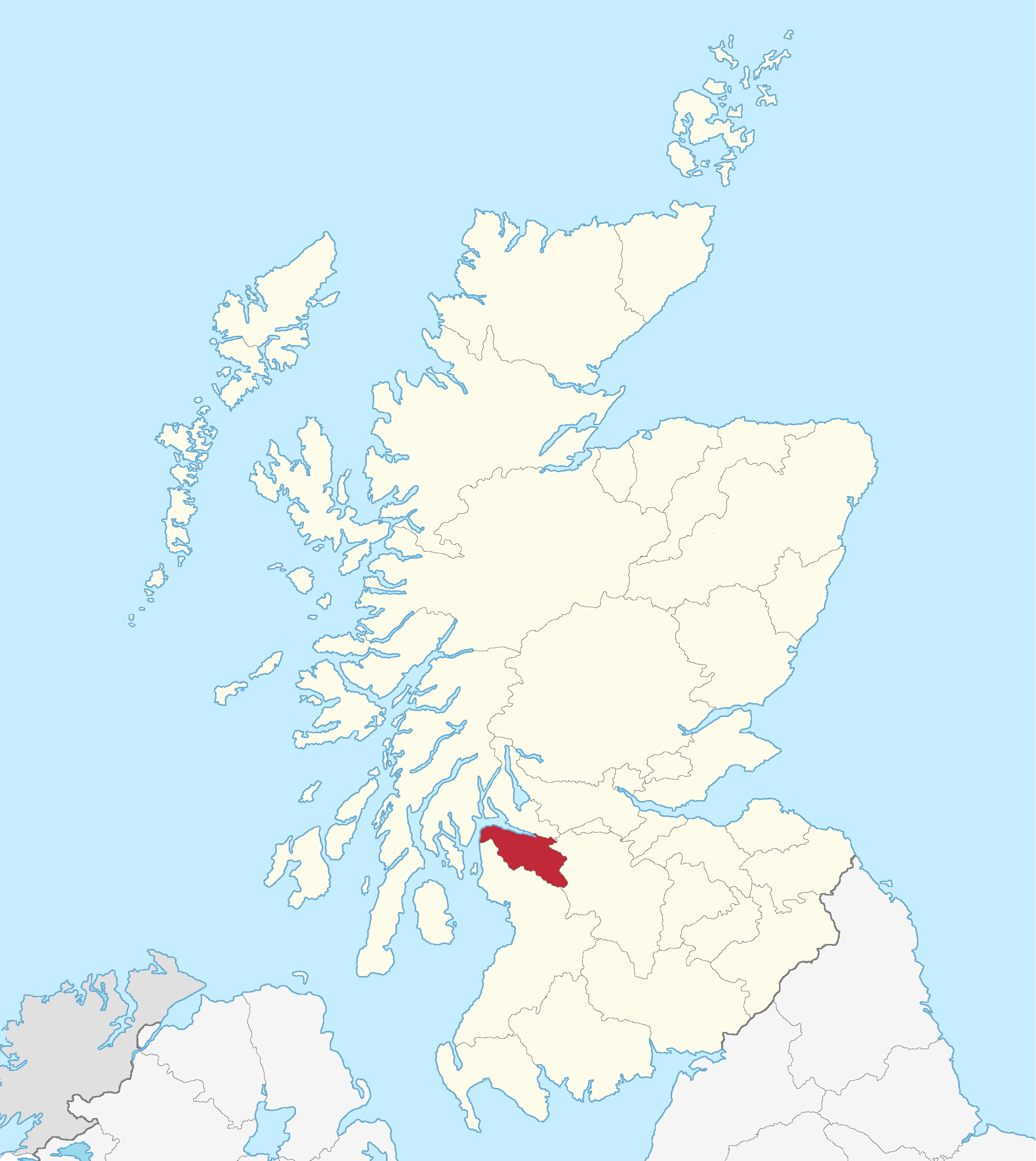
Renfrewshire

Renfrewshire történelmi megye volt a skót nyugati alföldön, egygen regisztrációs megye és az uralkodói helytartósági terület is. Ez utóbbi a három modern tanácsi területet, Inverclyde-ot, Renfrewshire-t és Kelet-Renfrewshire-t foglalja magában, és néha Greater Renfrewshire-ként említik. A történelmi megye Glasgow dél-nyugati peremterületeit is magában foglalta, amelyeket fokozatosan átadtak a városnak, ahogy az bővült. Renfrewshire határos Glasgow-val és Lanarkshire-rel keleten, Ayrshire-rel pedig délen és nyugaton, míg északi határát a Clyde-öböl alkotja.  A megye eredetileg a Strathgryfe feudális birtokokból alakult ki, amelyeket Walter FitzAlan, Skócia első High Stewardja kapott, és a XV. század elején vált önálló shire-ré, miután korábban Lanarkshire része volt. Az ipari forradalom idején Renfrewshire városai fontos kereskedelmi és gyártási központokká váltak, különösen a textilipar terén. Paisley a megye legnagyobb városi központjává fejlődött. A megye 1975-ben megszűnt közigazgatási egységként, és területét három tanácsi területre osztották: Renfrewshire, Kelet-Renfrewshire és Inverclyde.

### Ross-shire

Ross-shire

Ross-shire történelmi megye volt a skót felföldön, amely Sutherlandtől délre és Inverness-shire-től északra helyezkedett el. Határai bonyolultak voltak, mivel számos Cromartyshire-i enklávét és exklávét tartalmazott. Keleten a Moray-öbölre, nyugaton pedig a Minch-re nézett, és magába foglalta a Lewis-szigetet is a Külső-Hebridákon. A megye központja Dingwall volt. 1889-ben Ross-shire és Cromartyshire egyesült, és létrejött Ross and Cromarty megye. A terület ma a Highland tanácsi terület része, kivéve a Külső-Hebridákhoz tartozó részeket, amelyek Na h-Eileanan an Iarhoz tartoznak. Ross-shire nevét a Királyi Posta egészen 1996-ig használta postai megyeként.

### Roxburghshire

Roxburgh-shire

Roxburghshire, vagyis Roxburgh megye, történelmi és regisztrációs megye Skócia déli felvidékén. Határos nyugaton Dumfriesshire-rel, északnyugaton Selkirkshire-rel és Midlothian-nal, északon Berwickshire-rel, délnyugaton az angol Cumberland-del, délkeleten pedig Northumberland-del. Nevét Roxburgh királyi burghjáról kapta, amely a XV. században hanyatlásnak indult és már nem létezik. A megyei központ később Jedburgh lett. Roxburghshire területe nagyjából megegyezik Teviotdale-lel, amelyet a Teviot folyó és annak mellékfolyói vízgyűjtője alkot, valamint a Tweed folyó szakasza, amelybe a Teviot belefolyik. A „Teviotdale“ név gyakran szinonimája Roxburghshire-nek, bár Liddesdale-t, amelynek vizeit a Liddel folyó a nyugati part felé vezeti, nem feltétlenül tartalmazza.

### Selkirkshire

Selkirkshire

Selkirkshire, más néven Selkirk megye, történelmi és regisztrációs megye volt Skóciában. Határos nyugaton Peeblesshire-rel, északon Midlothian-nal, keleten Roxburghshire-rel, délen pedig Dumfriesshire-rel. Nevét a megyei központjáról, a királyi burghként ismert Selkirk városáról kapta. A megye történelmileg Ettrick-erdő néven is ismert volt. A területen sok birtokkal rendelkeztek a Selkirk grófok.

### Stirlingshire

Stirlingshire

Stirlingshire, más néven Stirling megye, egy történelmi és regisztrációs megye Skóciában, melynek központja Stirling városa. Északon Perthshire-rel, keleten Clackmannanshire-rel, délkeleten West Lothian-nal, délen Lanarkshire-rel, valamint délen és délnyugaton Dunbartonshire-rel határos.

### Sutherland

Sutherland

Sutherland történelmi megye volt Skóciában, amelyet a IX. században az Orkney jarlok uraltak, és nevét az északról nézve „déli föld“ jelentésű norvég Suðrland névről kapta. A XIII. századtól grófság lett, és 1633-ban shire-ként jött létre, magába foglalva Assynt és Strathnaver területeit is. A shire urai a Sutherland grófok voltak. A megye ritkán lakott, és a XVIII-XIX. századi Highland Clearances különösen súlyosan érintette, a népesség az 1851-es csúcsról fokozatosan csökkent. A bírósági székhely Dornoch volt, míg a megyei tanács Golspie faluban ülésezett 1890-től 1975-ig. Sutherland partjai a Moray-öbölre és az Atlanti-óceánra néznek, és a terület jelentős része hegyvidék. A megye területe 1975-ben beolvadt a Highland régióba, de a történelmi megyehatárokat továbbra is használják bizonyos funkciókhoz, mint például a regisztrációs célokra.

### West Lothian

West Lothian

West Lothian, korábban Linlithgowshire, egyike Skócia tanácsi területének, de történelmi megye is volt, amelyet 1925-ig Linlithgowshire néven ismertek. A történelmi megye földrajzi határait nyugaton az Avon, keleten az Almond folyó képezte. West Lothian a Forth-öböl déli partján fekszik, és nagyrészt vidéki jellegű, bár a XIX–XX. században kiterjedt szén-, vas- és palaolaj -bányászat folyt itt. E bányák jellegzetes vörös meddőhányói, az úgynevezett „bing“-ek, ma is láthatók. A történelmi megye központja Linlithgow királyi burgh volt, de ma Livingston a legnagyobb város. Más jelentős városok közé tartozik Bathgate, valamint az ipari forradalom során fejlődött bányásztelepülések, mint Armadale, Fauldhouse, Whitburn, West Calder, Uphall és Broxburn. A modern tanácsi terület nagyobb, mint a történelmi megye, 1975-ös reformok során részeket csatoltak Falkirkhez, Edinburgh-hoz, és korábbi Midlothian-i területeket adtak hozzá.

### Wigtownshire

Wigtownshire

Wigtownshire, más néven Wigtown megye, történelmi megye volt Skócia délnyugati részén. A történelmi megye teljes területe a Wigtown területen belül található, amely Skócia uralkodói helytartósági területeinek egyike. Wigtownshire Galloway középkori uradalmának nyugati részét képezte, amely a XIII. századig megőrizte bizonyos autonómiáját. 1369-ben a Cree folyótól keletre eső területet külön steward irányítás alá helyezték, míg a nyugati rész a sheriff irányítása alatt maradt, és Wigtownshire néven vált ismertté, amit néha Nyugat-Galloway-nak is hívtak (skót gaelül: Gallobha-an-iar). A megye központja történelmileg Wigtown volt, de 1890-ben, a Wigtownshire Megyei Tanács létrehozása után, az adminisztráció központja Stranraerbe, a legnagyobb városba költözött. 1975-ig közigazgatási megye volt, azóta a Dumfries és Galloway tanácsi terület része. Wigtownshire továbbra is használatos földnyilvántartási célokra regisztrációs megye formájában.

## Fordítás
- Ez a szócikk részben vagy egészben  az   Aberdeenshire című angol Wikipédia-szócikk ezen változatának fordításán alapul.  Az eredeti cikk szerkesztőit annak laptörténete sorolja fel. Ez a jelzés csupán a megfogalmazás eredetét és a szerzői jogokat jelzi, nem szolgál a cikkben szereplő információk forrásmegjelöléseként.
- Ez a szócikk részben vagy egészben  az   Angus című angol Wikipédia-szócikk ezen változatának fordításán alapul.  Az eredeti cikk szerkesztőit annak laptörténete sorolja fel. Ez a jelzés csupán a megfogalmazás eredetét és a szerzői jogokat jelzi, nem szolgál a cikkben szereplő információk forrásmegjelöléseként.
- Ez a szócikk részben vagy egészben  az   Argyll című angol Wikipédia-szócikk ezen változatának fordításán alapul.  Az eredeti cikk szerkesztőit annak laptörténete sorolja fel. Ez a jelzés csupán a megfogalmazás eredetét és a szerzői jogokat jelzi, nem szolgál a cikkben szereplő információk forrásmegjelöléseként.
- Ez a szócikk részben vagy egészben  az   Ayrshire című angol Wikipédia-szócikk ezen változatának fordításán alapul.  Az eredeti cikk szerkesztőit annak laptörténete sorolja fel. Ez a jelzés csupán a megfogalmazás eredetét és a szerzői jogokat jelzi, nem szolgál a cikkben szereplő információk forrásmegjelöléseként.
- Ez a szócikk részben vagy egészben  a   Banffshire című angol Wikipédia-szócikk ezen változatának fordításán alapul.  Az eredeti cikk szerkesztőit annak laptörténete sorolja fel. Ez a jelzés csupán a megfogalmazás eredetét és a szerzői jogokat jelzi, nem szolgál a cikkben szereplő információk forrásmegjelöléseként.
- Ez a szócikk részben vagy egészben  a   Berwickshire című angol Wikipédia-szócikk ezen változatának fordításán alapul.  Az eredeti cikk szerkesztőit annak laptörténete sorolja fel. Ez a jelzés csupán a megfogalmazás eredetét és a szerzői jogokat jelzi, nem szolgál a cikkben szereplő információk forrásmegjelöléseként.
- Ez a szócikk részben vagy egészben  a   Bute című angol Wikipédia-szócikk ezen változatának fordításán alapul.  Az eredeti cikk szerkesztőit annak laptörténete sorolja fel. Ez a jelzés csupán a megfogalmazás eredetét és a szerzői jogokat jelzi, nem szolgál a cikkben szereplő információk forrásmegjelöléseként.
- Ez a szócikk részben vagy egészben  a   Caithness című angol Wikipédia-szócikk ezen változatának fordításán alapul.  Az eredeti cikk szerkesztőit annak laptörténete sorolja fel. Ez a jelzés csupán a megfogalmazás eredetét és a szerzői jogokat jelzi, nem szolgál a cikkben szereplő információk forrásmegjelöléseként.
- Ez a szócikk részben vagy egészben  a   Clackmannanshire című angol Wikipédia-szócikk ezen változatának fordításán alapul.  Az eredeti cikk szerkesztőit annak laptörténete sorolja fel. Ez a jelzés csupán a megfogalmazás eredetét és a szerzői jogokat jelzi, nem szolgál a cikkben szereplő információk forrásmegjelöléseként.
- Ez a szócikk részben vagy egészben  a   Cromartyshire című angol Wikipédia-szócikk ezen változatának fordításán alapul.  Az eredeti cikk szerkesztőit annak laptörténete sorolja fel. Ez a jelzés csupán a megfogalmazás eredetét és a szerzői jogokat jelzi, nem szolgál a cikkben szereplő információk forrásmegjelöléseként.
- Ez a szócikk részben vagy egészben  a   Dumfriesshire című angol Wikipédia-szócikk ezen változatának fordításán alapul.  Az eredeti cikk szerkesztőit annak laptörténete sorolja fel. Ez a jelzés csupán a megfogalmazás eredetét és a szerzői jogokat jelzi, nem szolgál a cikkben szereplő információk forrásmegjelöléseként.
- Ez a szócikk részben vagy egészben  a   Dunbartonshire című angol Wikipédia-szócikk ezen változatának fordításán alapul.  Az eredeti cikk szerkesztőit annak laptörténete sorolja fel. Ez a jelzés csupán a megfogalmazás eredetét és a szerzői jogokat jelzi, nem szolgál a cikkben szereplő információk forrásmegjelöléseként.
- Ez a szócikk részben vagy egészben  az   East Lothian című angol Wikipédia-szócikk ezen változatának fordításán alapul.  Az eredeti cikk szerkesztőit annak laptörténete sorolja fel. Ez a jelzés csupán a megfogalmazás eredetét és a szerzői jogokat jelzi, nem szolgál a cikkben szereplő információk forrásmegjelöléseként.
- Ez a szócikk részben vagy egészben  a   Fife című angol Wikipédia-szócikk ezen változatának fordításán alapul.  Az eredeti cikk szerkesztőit annak laptörténete sorolja fel. Ez a jelzés csupán a megfogalmazás eredetét és a szerzői jogokat jelzi, nem szolgál a cikkben szereplő információk forrásmegjelöléseként.
- Ez a szócikk részben vagy egészben  az   Inverness-shire című angol Wikipédia-szócikk ezen változatának fordításán alapul.  Az eredeti cikk szerkesztőit annak laptörténete sorolja fel. Ez a jelzés csupán a megfogalmazás eredetét és a szerzői jogokat jelzi, nem szolgál a cikkben szereplő információk forrásmegjelöléseként.
- Ez a szócikk részben vagy egészben  a   Kincardineshire című angol Wikipédia-szócikk ezen változatának fordításán alapul.  Az eredeti cikk szerkesztőit annak laptörténete sorolja fel. Ez a jelzés csupán a megfogalmazás eredetét és a szerzői jogokat jelzi, nem szolgál a cikkben szereplő információk forrásmegjelöléseként.
- Ez a szócikk részben vagy egészben  a   Kinross-shire című angol Wikipédia-szócikk ezen változatának fordításán alapul.  Az eredeti cikk szerkesztőit annak laptörténete sorolja fel. Ez a jelzés csupán a megfogalmazás eredetét és a szerzői jogokat jelzi, nem szolgál a cikkben szereplő információk forrásmegjelöléseként.
- Ez a szócikk részben vagy egészben  a   Kirkcudbrightshire című angol Wikipédia-szócikk ezen változatának fordításán alapul.  Az eredeti cikk szerkesztőit annak laptörténete sorolja fel. Ez a jelzés csupán a megfogalmazás eredetét és a szerzői jogokat jelzi, nem szolgál a cikkben szereplő információk forrásmegjelöléseként.
- Ez a szócikk részben vagy egészben  a   Lanarkshire című angol Wikipédia-szócikk ezen változatának fordításán alapul.  Az eredeti cikk szerkesztőit annak laptörténete sorolja fel. Ez a jelzés csupán a megfogalmazás eredetét és a szerzői jogokat jelzi, nem szolgál a cikkben szereplő információk forrásmegjelöléseként.
- Ez a szócikk részben vagy egészben  a   Mid Lothian című angol Wikipédia-szócikk ezen változatának fordításán alapul.  Az eredeti cikk szerkesztőit annak laptörténete sorolja fel. Ez a jelzés csupán a megfogalmazás eredetét és a szerzői jogokat jelzi, nem szolgál a cikkben szereplő információk forrásmegjelöléseként.
- Ez a szócikk részben vagy egészben  a   Morayshire című angol Wikipédia-szócikk ezen változatának fordításán alapul.  Az eredeti cikk szerkesztőit annak laptörténete sorolja fel. Ez a jelzés csupán a megfogalmazás eredetét és a szerzői jogokat jelzi, nem szolgál a cikkben szereplő információk forrásmegjelöléseként.
- Ez a szócikk részben vagy egészben  a   Nairnshire című angol Wikipédia-szócikk ezen változatának fordításán alapul.  Az eredeti cikk szerkesztőit annak laptörténete sorolja fel. Ez a jelzés csupán a megfogalmazás eredetét és a szerzői jogokat jelzi, nem szolgál a cikkben szereplő információk forrásmegjelöléseként.
- Ez a szócikk részben vagy egészben  a   Peeblesshire című angol Wikipédia-szócikk ezen változatának fordításán alapul.  Az eredeti cikk szerkesztőit annak laptörténete sorolja fel. Ez a jelzés csupán a megfogalmazás eredetét és a szerzői jogokat jelzi, nem szolgál a cikkben szereplő információk forrásmegjelöléseként.
- Ez a szócikk részben vagy egészben  a   Perthshire című angol Wikipédia-szócikk ezen változatának fordításán alapul.  Az eredeti cikk szerkesztőit annak laptörténete sorolja fel. Ez a jelzés csupán a megfogalmazás eredetét és a szerzői jogokat jelzi, nem szolgál a cikkben szereplő információk forrásmegjelöléseként.
- Ez a szócikk részben vagy egészben  a   Renfrewshire című angol Wikipédia-szócikk ezen változatának fordításán alapul.  Az eredeti cikk szerkesztőit annak laptörténete sorolja fel. Ez a jelzés csupán a megfogalmazás eredetét és a szerzői jogokat jelzi, nem szolgál a cikkben szereplő információk forrásmegjelöléseként.
- Ez a szócikk részben vagy egészben  a   Ross-shire című angol Wikipédia-szócikk ezen változatának fordításán alapul.  Az eredeti cikk szerkesztőit annak laptörténete sorolja fel. Ez a jelzés csupán a megfogalmazás eredetét és a szerzői jogokat jelzi, nem szolgál a cikkben szereplő információk forrásmegjelöléseként.
- Ez a szócikk részben vagy egészben  a   Roxburghshire című angol Wikipédia-szócikk ezen változatának fordításán alapul.  Az eredeti cikk szerkesztőit annak laptörténete sorolja fel. Ez a jelzés csupán a megfogalmazás eredetét és a szerzői jogokat jelzi, nem szolgál a cikkben szereplő információk forrásmegjelöléseként.
- Ez a szócikk részben vagy egészben  a   Selkirkshire című angol Wikipédia-szócikk ezen változatának fordításán alapul.  Az eredeti cikk szerkesztőit annak laptörténete sorolja fel. Ez a jelzés csupán a megfogalmazás eredetét és a szerzői jogokat jelzi, nem szolgál a cikkben szereplő információk forrásmegjelöléseként.
- Ez a szócikk részben vagy egészben  a   Stirlingshire című angol Wikipédia-szócikk ezen változatának fordításán alapul.  Az eredeti cikk szerkesztőit annak laptörténete sorolja fel. Ez a jelzés csupán a megfogalmazás eredetét és a szerzői jogokat jelzi, nem szolgál a cikkben szereplő információk forrásmegjelöléseként.
- Ez a szócikk részben vagy egészben  a   Sutherland című angol Wikipédia-szócikk ezen változatának fordításán alapul.  Az eredeti cikk szerkesztőit annak laptörténete sorolja fel. Ez a jelzés csupán a megfogalmazás eredetét és a szerzői jogokat jelzi, nem szolgál a cikkben szereplő információk forrásmegjelöléseként.
- Ez a szócikk részben vagy egészben  a   West Lothian című angol Wikipédia-szócikk ezen változatának fordításán alapul.  Az eredeti cikk szerkesztőit annak laptörténete sorolja fel. Ez a jelzés csupán a megfogalmazás eredetét és a szerzői jogokat jelzi, nem szolgál a cikkben szereplő információk forrásmegjelöléseként.
- Ez a szócikk részben vagy egészben  a   Wigtownshire című angol Wikipédia-szócikk ezen változatának fordításán alapul.  Az eredeti cikk szerkesztőit annak laptörténete sorolja fel. Ez a jelzés csupán a megfogalmazás eredetét és a szerzői jogokat jelzi, nem szolgál a cikkben szereplő információk forrásmegjelöléseként.